# 헐리우드 스튜디오 교향악단
헐리우드 스튜디오 교향악단 (Hollywood Studio Symphony) 은 라스트 사무라이나 로스트 등 여러 매체의 사운트트랙을 담당하는 교향악단이다. 얼핏 들으면 교향악단이라는 말이 런던 심포니 오케스트라와 같이 전통 음악들을 연주하는 곳으로 생각할 수 있으나 실제로 주로 고용 연주가들로 구성되어 있으며 전술했듯이 주로 사운드트랙을 담당한다.
참고로 헐리우드 심포니 오케스트라와 관계는 없으며 이 쪽은 주로 전통 음악들을 연주한다.